# Nahr an-Nil
La wilaya o estat de Nahr an-Nil o del Riu Nil —àrab: ولاية نهر النيل, wilāyat Nahr an-Nīl— és una wilaya del Sudan, una de les 26 wilayes que formen el país. Té una superfície de 122.123 km² i una població d'1.120.441 habitants (2008). La capital és Ad-Damar i les ciutats més importants són Atbara, Abu Hamad i Shandi.

## Història
La província del Riu Nil es va crear l'1 de juliol de 1974 amb zones agafades de la província de Kassala i (la major part) de la província Septentrional o del Nord. Tenia una superfície de 127.343 km² i una població de 649.633 habitants (1983).
El 1980 la província fou integrada dins de la regió del Nord, amb la mateixa superfície i que fou convertida en estat del Nord el 1991. El 14 de febrer de 1994 la província fou elevada a wilayat o estat del Riu Nil

## Governadors
- 1994 - 1995 al-Jayli as-Sharif
- 1995 - 1997 Abd al-Rahman al-Khatim
- 1997 - 2000 Ahmed Ali Qunayf
- 2000 - 2001 Hassan Sa'ad Ahmed
- 2001 - 2003 Ibrahim Mahmud Hamid
- 2003 - 2005 Abdalla Ali Masar
- 2005 - 2008 Ghulam Adden Osman Adam (Ghilam Al Dein Osman)
- 2008 - 2010 Ahmed Al Mahjoub (Ahmed Magzob)
- Gener a maig de 2010 Jibril Abdel-Latif (interí)
- 2010 - Al Hadi Abdalla